# 12766 Paschen
12766 Paschen este un asteroid din centura principală de asteroizi.

## Descriere
12766 Paschen este un asteroid din centura principală de asteroizi. A fost descoperit pe 9 noiembrie 1993 la Caussols de Eric Walter Elst. Asteroidul prezintă o orbită caracterizată de o semiaxă mare de 3,04 ua, o excentricitate de 0,05 și o înclinație de 9,7° în raport cu ecliptica.